# Robert Blake (herec)
Robert Blake, rodným jménem Michael James Gubitosi, (18. září 1933 – 9. března 2023) byl americký herec. Svou hereckou kariéru zahájil již koncem 30. let 20. století. Kariéru krátce přerušil v roce 1950, kdy nastoupil k armádě. V letech 1975 až 1978 ztvárnil hlavní roli v seriálu Baretta. Mezi filmy, v nichž hrál, patří například Zakázaný majetek (1966), Chladnokrevně (1967) a Modrá Electra Glide (1973). Jeho posledním filmem je Lost Highway z roku 1997. Roku 2005 byl souzen za údajnou vraždu své manželky, kterou měl zavraždit v roce 2001. Na konci sledovaného soudního procesu byl Robert Blake osvobozen, ale bylo mu nařízeno vyplatit odškodnění dětem 30 milionů USD, musel proto vyhlásit osobní bankrot.